# Кемское (озеро)
Кемское (Кемозеро) — озеро в Вологодской области России.

## География
Озеро расположено на Андомской возвышенности на территории Вытегорского района, в 62 км восточнее районного центра — города Вытегры, на высоте 164 метра над уровнем моря.

## Характеристика
Относится к бассейну Верхней Волги. Площадь озера составляет 2,1 км², площадь водосборного бассейна — 1060 км². Преобладающие глубины — менее 1 метра. Озеро интенсивно зарастает водной растительностью по всей площади. Впадают реки Сойда, Янишевка и несколько ручьёв, вытекает река Кема. Местами заболоченные берега покрыты елово-сосновыми лесами.
На озере девять островов, самый крупный из которых — Большой Негиш. Основными представителями ихтиофауны водоёма являются лещ, щука, окунь и плотва. В прошлом на водоёме проводился промысловый лов.

## Данные водного реестра
По данным государственного водного реестра России и геоинформационной системы водохозяйственного районирования территории РФ, подготовленной Федеральным агентством водных ресурсов:
- Бассейновый округ — Верхневолжский
- Речной бассейн — (Верхняя) Волга до Куйбышевского водохранилища (без бассейна Оки)
- Речной подбассейн — Реки бассейна Рыбинского водохранилища
- Водохозяйственный участок — Шексна от истока (включая озеро Белое) до Череповецкого гидроузла
- Код водного объекта — 08010200311110000005018